# Ateny
Ateny is een plaats in het Poolse district  Augustowski, woiwodschap Podlachië. De plaats maakt deel uit van de gemeente Nowinka en telt 40 inwoners.